# حلقه سنگ
حلقه سنگ، روستایی از توابع بخش مرکزی شهرستان بجنورد  که در سال ۹۶ به شهر اضافه و جز منطقه شهری شد در استان خراسان شمالی ایران است.

## جمعیت
این روستا در دهستان آلاداغ قرار دارد و براساس سرشماری مرکز آمار ایران در سال ۱۳۸۵، جمعیت آن ۷۴۸ نفر (۱۶۹خانوار) بوده‌است.